# Pratt & Whitney J52
Pratt & Whitney J52 (заводское название JT8A) — турбореактивный двигатель, разработанный для ВМС США. Эти двигатели использовались на штурмовиках A-6 Intruder, ими оснащали крылатые ракеты AGM-28 Hound Dog. Двигатель послужил базой для популярного гражданского турбовентиляторного двигателя низкой степени двухконтурности Pratt & Whitney JT8D.

## История
J52 был разработан в середине 1950-х годов для ВМС США, основой послужил двигатель J57/JT3A. Изначально был предназначен для установки на A4D-3 Skyhawk, серийное производство которого так и не началось. После этого, J52 стали устанавливать на крылатые ракеты AGM-28 Hound Dog. Данные ракеты с 1958 года носил борт A-6 Intruder.
Применяется двигатель на: AGM-28 Hound Dog, Dassault Super Mystere, Douglas A-4 Skyhawk, Grumman A-6 Intruder, Lockheed Martin A-4AR Fightinghawk, Grumman EA-6B Prowler, LIMRV.

## Варианты
J52-P-3
Использовался на AGM-28 Hound Dog. Этот вариант выдаёт 3365 кгс (33 кН) тяги. На варианте Р-3 для повышения эффективности двигателя при полётах крылатых ракет на различных высотах был разработан переменный впускной канал.
J52-P-6
Использовался на A-6A. Этот вариант выдаёт 3875 кгс (38 кН) тяги, существует возможность поворота сопла на 23 градуса вниз.
J52-P6A
Использовался на A-4E, TA-4J, EA-6B (несколько ранних). Этот вариант выдает 3875 кгс (38 кН) тяги.
J52-P-8A/B
Использовался на A-4F/G/H/K, TA-4E/F/G/H, A-6E, EA-6B. Этот вариант выдаёт 4181 кгс (41 кН) тяги.
J52-P-408
Использовался на A-4M/N, TA-4KU, EA-6B. Этот вариант выдаёт 5100 кгс (50 кН) тяги. До сих пор эксплуатируется в Израиле, Аргентине, Бразилии и Индонезии.
J52-P-409
Так же известный как PW1212. Двигатель тягой 5405 кгс (53 кН) был версией J52-P-408 с улучшенной турбиной низкого давления и более быстрым разгоном. Предназначенный для EA-6B, так же устанавливался на A-4. Кроме того, J52-P-409 устанавливали на замену в A-6E, в качестве альтернативы A-6 Intruder II. Двигатель Р-409 было также предложено для использования в EA-6B ADV CAP, но после испытаний прототипа серийного производства так и не началось. P-409 мог быть доступен в качестве нового двигателя или комплекта модернизации для P-408 двигателей, но никогда не заказывался в значительных количествах.
PW1216
Является производной концепцией двигателя J52-P-409 для проекта Grumman Sabre II (проект впоследствии превратился в JF-17 Thunder). Форсажная тяга, замеренная в Китае, увеличилась до 7240 кгс (71 кН).
JT8AЗаводское название начальных версий J52
JT8B-1(J52-P-6)

## Галерея
- J52 в разрезе
- Ядерная крылатая ракета AGM-28 Hound Dog, с реактивным двигателем J52-P-3
- Один из восьми прототипов Grumman YA2F-1 Intruder, показаны опущенные вниз сопла
- Райан Содерман, осматривающий двигатель ЕА-6В Prowler J52 на борту авианосца USS Nimitz (CVN-68)